# Хачатуров, Владимир Рубенович
Владимир Рубенович Хачатуров (18 февраля 1938 года — 8 мая 2020 года) — российский учёный-математик, д.ф.-м.н., профессор, заведующий отделом развивающихся систем ВЦ РАН.

## Биография
Родился 18 февраля 1938 года в СССР.
Окончил Казахский государственный университет по специальности прикладная математика.
В 1968 году защитил в Москве диссертацию по теме: «Некоторые вопросы и приложения к задачам размещения метода последовательных расчётов» на учёную степень кандидата физико-математических наук : 01.00.00..
С 1970 года Владимир Рубенович трудился в Вычислительном центре АН СССР (позже — РАН), где заслужил известность как крупный специалист в области дискретной оптимизации, имитационного моделирования и автоматизации проектирования.
Он предложил и разрабатывал:
- новые методы и алгоритмы решения многоэкстремальных задач дискретного динамического программирования, оптимального управления;
- аппроксимационно-комбинаторный метод декомпозиции и композиции систем — мощное математическое средство для решения различных классов многокритериальных, некорректных и обратных задач, положенное в основу новой информационной технологии построения человеко-машинных систем, позволяющей обосновывать достоверность полученных с их помощью итогов расчётов при решении не полностью формализованных задач,
- теорию регионального программирования.

Последнее из вышеупомянутых направлений — теория регионального программирования, возникла из опыта обобщения практических приложений отдела развивающихся систем ВЦ РАН, который возглавлял В. Р. Хачатуров.
Под научным руководством и при непосредственном участии Владимира Рубеновича сначала создавались математические основы систем для решения поступавших частных вопросов прогнозирования, планирования, обустройства и, что весьма важно, грамотного с экономической и экологической точки зрения завершения добычи нефти и газа для отдельных месторождений конкретного района, пакеты прикладных программ для решения соответствующих задач комплексного освоения нефтегазодобывающих месторождений и районов на суше и на море.
Эти системы получили широкое применение при проектировании крупнейших нефтегазовых месторождений России и стран СНГ и успешно применялись для крупнейших месторождений
- Западной и Восточной Сибири, Коми АССР (Самотлорское, Уренгойское, Фёдоровское, Ватьёганское, Ем-Ёговское, Когалымское, Возейское, Усинское);
- других областей России, например, Одопту-море и Чайво (Сахалин);
- Казахстана (Каламкас, Тенгиз);
- других стран (Азербайджана, Вьетнама (Белый Тигр), Монголии, Кубы, Эфиопии)[3].

В. Р. Хачатуров был членом Правления Международной топливно-энергетической ассоциации.
В 1984 году защитил диссертацию «Аппроксимационно-комбинаторный метод и его применение для решения задач регионального программирования» на учёную степень доктора физико-математических наук (спец. 08.00.13).
Владимир Рубенович с сотрудниками получил научные и практические результаты и в таких областях, как поиск материалов с заданными свойствами, геополитика, проблемы энергетики, междисциплинарные исследования, что говорит о широте и разносторонности его научных интересов.
За полвека трудов в Вычислительном центре Академии наук он подготовил около 30 кандидатов и докторов наук, сотни специалистов по автоматизации проектирования в нефтегазовой отрасли.
Он также поддерживал широкие связи с научными учреждениями стран СНГ, Латинской Америки (для чего изучил испанский язык) и Юго-Восточной Азии, работал в качестве советника Президента АН Кубы, много лет преподавал в Мексике, успешно руководил аспирантами из разных стран мира.
Имел учёное звание профессора.

## Награды и почётные звания
- Медаль «В память 850-летия Москвы» (1997)
- Академик Российской Академии космонавтики им. К. Э. Циолковского
- Действительный член РАЕН.
- Лауреат Премии им. Н. К. Байбакова
- Лауреат Премии им. А. Н. Косыгина («За большие достижения в решении проблем развития экономики России», 2003)[4].

## Избранная библиография
В каталоге РГБ сообщается о следующих книгах, диссертациях, препринтах В. А. Хачатурова как автора и (или) отв. редактора:

### Книги
- Система проектирования генеральных схем обустройства нефтяных месторождений на ЭВМ и опыт её использования / Хачатуров В. Р., Аржанов Ф. Г., Астахов Н. Д.  и др. — М. : ВНИИОЭНГ, 1980. — 69 с.
- Математические методы регионального программирования / В. Р. Хачатуров. — М. : Наука, 1989. — 301 с.; ISBN 5-02-013985-8
- Системный анализ в перспективном планировании добычи газа / Р. Д. Маргулов, В. Р. Хачатуров, А. В. Федосеев. — М. : Недра, 1992. — 286 с.; ISBN 5-247-02861-9
- Математические методы регионального программирования / В. Р. Хачатуров, 301 с.; М.: Наука, 1989.
- Комбинаторные методы и алгоритмы решения задач дискретной оптимизации большой размерности : [Монография] / Хачатуров В. Р., Веселовский В. Е., Злотов А. В., Калдыбаев С. У., Калиев Е. Ж., Коваленко А. Г., Монтлевич В. М., Сигал И. Х., Хачатуров Р. В.; [Отв. ред. В. В. Шкурба]; Рос. акад. наук. Вычисл. центр. — М. : Наука, 2000. — 353 с.; ISBN 5-02-008311-9
- Планирование и проектирование освоения нефтегазодобывающих регионов и месторождений: математические модели, методы, применение : [монография] / Хачатуров В. Р. и др. ; под ред. В. Р. Хачатурова. — Москва : URSS, 2015. — 303 с.; ISBN 978-5-9710-1919-0 (ЛЕНАД)

### Препринты ВЦ АН (СССР / России)
- О некоторых вопросах разработки информационной системы при реализации комплексных программ исследований. / В. Р. Хачатуров, П. Дипотет. М.: ВЦ АН СССР, 1979.
- Алгоритмы определения оптимальной совокупности отраслевых вариантов размещения предприятий с учётом эффекта агломерации. / В. Р. Хачатуров, Н. Д. Астахов, В. В. Григорьев. — М. : ВЦ АН СССР, 1984. — 22 с.
- Применение аппроксимационно-комбинаторного метода для решения задач построения оптимальных сетей с нелинейными функциями стоимости рёбер. / А. В. Злотов, В. Р. Хачатуров. М.: ВЦ АН СССР, 1984.
- Решение задачи оптимального размещения предприятий двух отраслей с учётом эффекта агломерации / А. В. Злотов, В. Р. Хачатуров, 15 с.  М.: ВЦ АН СССР, 1984.
- Имитационное моделирование и задачи оптимального управления при долгосрочном планировании производства многолетних сельскохозяйственных культур / В. Р. Хачатуров, Р. Босолейль, А. В. Федосеев. М.: ВЦ АН СССР, 1985.
- Оптимизация структуры двух сетей с учётом агломерационного эффекта / В. Р. Хачатуров, А. В. Злотов, Ш. П. Китьян, М.: ВЦ АН СССР,1985. — 27 с.
- Распределительная задача с ограничениями специального вида / О. В. Ни, В. Р. Хачатуров. М.: ВЦ АН СССР,1985 — 29 с.
- Исследование свойств и минимизация супермодулярных функций на решётке, являющейся прямым произведением цепей. / В. Р. Хачатуров, А. Л. Шахазизян. М.: ВЦ АН СССР, 1986.
- Решение задач целочисленного программирования луч-методом / В. Ф. Хачатуров, Н. А. Мирзоян, 24,[1] с. 22 см, М.: ВЦ АН СССР, 1987.
- Решение нелинейных производственно-транспортных задач с неделимыми потребителями / В. Р. Хачатуров, В. М. Монтлевич. М.: ВЦ АН СССР, 1987. — 22 с.
- Решение многоэкстремальных задач вогнутого программирования аппроксимационно-комбинаторным методом / В. Р. Хачатуров, С. Л. Уткин. М.: ВЦ АН СССР, 1988. — 38 с.
- Компьютерные средства планирования промышленного и сельскохозяйственного развития регионов для ПЭВМ / В. Р. Хачатуров, П. А. Витушкин, Ю. Н. Жидков и др.; [Отв. ред. В. М. Солодов]. — М. : ВЦ АН СССР, 1989. — 54 с.
- Разработка проектов схем сельскохозяйственного освоения новых территорий / В. Р. Хачатуров, Данг Хыу Дао, А. В. Федосеев и др. — М. : ВЦ АН СССР, 1991. — 42 с.
- Математический анализ неопределённостей, связанных с добычей нефти и газа / В. Н. Бобылёв, В. Р. Хачатуров. М.: ВЦ РАН, 1996. — 62 с.
- Анализ неопределённостей, связанных с развитием Земли / В. Н. Бобылёв, В. Р. Хачатуров. М.: ВЦ РАН, 1997. — 43 с.
- Минимизация супермодулярных функций на дистрибутивных решётках / В. Р. Хачатуров, В. М. Монтлевич ; М.: ВЦ РАН, 1999. — 48 с.
- Комплекс программ на ПЭВМ для освоения нефтегазовых регионов / В. Р. Хачатуров, А. В. Злотов, В. Н. Бобылёв [и др.]; [Отв. ред. В. Р. Хачатуров]. — М. : ВЦ РАН, 2000. — 36 с.
- Общие принципы развития одного класса систем с ограниченными ресурсами / В. Р. Хачатуров, Р. В. Хачатуров. — М. : ВЦ РАН, 2001. — 37 с.
- Геополитический и геоэкономический анализ мира на основе энергетических факторов / В. Р. Хачатуров. — М. : ВЦ РАН, 2001. — 96 с.
- Математические модели и системы для формирования и оценки стратегий освоения морских месторождений углеродов / В. Р. Хачатуров, С. В. Туев. — М. : ВЦ РАН, 2002. — 71 с.
- Ликвидация газовых месторождений: методология и моделирование / А. К. Скиба, А. Н. Соломатин, В. Р. Хачатуров. — М. : ВЦ РАН, 2004. — 37 с.
- Математическое моделирование в стратегическом управлении регионом / А. Н. Соломатин, В. Р. Хачатуров. — Москва : ВЦ РАН, 2007. — 59 с.
- Система экономико-математических моделей для планирования сельскохозяйственного развития в регионах страны на примере Республики Перу / Н. О. Арагонес Салазар, В. Р. Хачатуров. — Москва : ВЦ РАН, 2007. — 34 с.
- Мониторинг реализации и адаптация стратегий регионального развития / А. Н. Соломатин, В. Р. Хачатуров; — Москва : ВЦ РАН, 2008. — 40 с.
- Исследование и оптимизация параметров инновационного развития интегрированной структуры / Ю. В. Косачёв, А. К. Скиба, В. Р. Хачатуров. — Москва : ВЦ РАН, 2009. — 42 с.
- Максимизация длины общей «полки» для группы газовых месторождений / А. К. Скиба, В. Р. Хачатуров. — Москва : Вычислительный центр им. А. А. Дородницына РАН, 2015. — 42 с.

в том числе на английском языке:
- Mathematical modelling of composite objects / Russ. acad. of sciences. Computing centre; [Resp. ed. V. R. Khachaturov]. — Moscow : Computing centre of the Russ. acad. of sciences, 2000. Pt. 2. — 2000. — 121 с.; ISBN 5-201-14739-9. (англ.)
- Situational modelling for designing and decision support systems in shelf oil-gas fields assimilation / V. R. Khachaturov, S. V. Tuev. — Moscow : Dorodnicyn computing centre. Russ. acad. of sciences, 2003. — 51 с. (англ.)
- Supermodular programming on finite lattices / Vladimir R. Khachaturov, Roman V. Khachaturov, Ruben V. Khachaturov. — Moscow : Dorodnicyn computing centre of the Russ. acad. of sciences, 2009. — 60 с. (англ.)

### Диссертации
- Хачатуров, Владимир Рубенович. Некоторые вопросы и приложения к задачам размещения метода последовательных расчётов : дис. … канд. физ.-мат. наук : 01.00.00. — Москва, 1968. — 164 с.[2]
- Хачатуров, Владимир Рубенович. Аппроксимационно-комбинаторный метод и его применение для решения задач регионального программирования : дис. … докт. физ.-мат. наук : 08.00.13. — Москва, 1984. — 463 c.

### Редакторская деятельность
- Математическое моделирование композиционных объектов : [Сб. ст.] / Рос. АН, ВЦ; [Отв. ред. В. Р. Хачатуров]. — М. : ВЦ РАН, 1994. — 137 с.
- Имитационное моделирование и математические методы анализа перспективных планов развития нефтедобывающей промышленности : [Сб. ст.] / АН СССР, ВЦ; [Отв. ред. В. Р. Хачатуров]. — М. : ВЦ АН СССР, 1984. — 168 с.
- Математическое моделирование композиционных объектов : [сборник статей] / Российская акад. наук, Вычислительный центр им. А. А. Дородницына. — Москва : ВЦ РАН, 2007.
  - Вып. 5 / [отв. ред. В. Р. Хачатуров]. — 2010. — 67 с.; ISBN 978-5-91601-045-9.
  - Вып. 6 / [отв. ред. В. Р. Хачатуров]. — 2013. — 206 с.; ISBN 978-5-91601-094-7.
- Инвестиционное планирование в регионе / Н. С. Ашимов [и др.]; [отв. ред. В. Р. Хачатуров] ; Российская акад. наук, Вычислительный центр им. А. А. Дородницына РАН. — Москва : ВЦ РАН, 2011. — 55 с.